# Фламини, Матьё
Матьё Фламини́ (фр. Mathieu Flamini; 7 марта 1984, Марсель) — французский футболист, игравший на позиции опорного полузащитника.

## Клубная карьера

### «Олимпик Марсель»
5-летним ребёнком он пришёл в школу марсельского «Олимпика» и к сезону 03/04 прошёл все этапы обучения в академии клуба. Благодаря отставке Алена Перрена и появлению на посту главного тренера Жозе Аниго, Фламини быстро завоевал себе место в первой команде, которая в основном строилась новым наставником на воспитанниках клубной школы. Но поиграл он в Марселе совсем недолго — всего 14 матчей, среди которых и поединки в Кубке УЕФА с «Ливерпулем» и «Ньюкаслом», не ускользнувшие от глаз Арсена Венгера. Несвязанный с «Олимпиком» никакими обязательствами или документами 23 июля 2004 года Матьё подписал контракт с лондонским «Арсеналом» на 4 сезона.

### «Арсенал»
Дебютный свой сезон 2004/05 в составе «канониров» он провёл нестабильно. Тогда позиции в центре поля занимали в основном Фабрегас, Виейра, Жилберто и Эду, а Фламини выходил на газон по большей части во вторых таймах на замену (из 21 матча в Английской Премьер-Лиге в стартовом составе он появился 9 раз).
Но с уходом француза Патрика Виейра в туринский «Ювентус» и бразильца Эду в испанскую «Валенсию» в центре полузащиты «Арсенала» стало попросторней. Фламини получил место в основе, но играть в полузащите ему довелось недолго. К февралю 2006 года лазарет лондонцев заполнили почти все имевшиеся в распоряжении Венгера защитники — Лорен, Джилберт, Эшли Коул и Клиши. Но если на правый фланг обороны можно было поставить Эммануэля Эбуэ, то слева играть было абсолютно некому. Протестированные поочерёдно на левой бровке Филипп Сендерос и Паскаль Сиган ожиданий Венгера не оправдали. И во многом от безысходности опытный французский наставник поставил на проблемную для «канониров» позицию опорника-правшу Фламини. Словно назло всем критикам оборона «Арсенала» в составе Эбуэ, Сендероса, Коло Туре и Фламини стала мощнейшим аргументом лондонцев на пути к финалу Лиги чемпионов. Этот квартет спелся быстро и до такой степени, будто всю жизнь играл вместе.
В сезоне 2006/07 Матьё возвращается на любимое и знакомое место опорника. Но опять же ненадолго. Дуэт Фабрегаса и Жилберту в центре полузащиты ссылает молодого француза в резерв, что подталкивает его на смену команды, тем более что его контракт с «Арсеналом» подходит к концу.
Но летом, за год до истечения контракта, намерения 23-летнего полузащитника изменились. Жилберту Силва в связи с играми за сборную не мог провести полноценную предсезонную подготовку, поэтому у Фламини появилась возможность проявить себя в товарищеских матчах. И он этой возможностью воспользовался сполна. Фламини составил прекрасный дуэт в центре поля вместе с Фабрегасом. Его высочайшая работоспособность и цепкость позволила ему надёжно закрепиться в стартовом составе. И с этим не смог ничего поделать ни купленный у «Челси» Лассана Диарра, ни Жилберту Силва.
Зимой «Арсенал» принял решение отпустить Диарра и подписать новый контракт с Фламини. Матьё убеждал руководство, что желает остаться в «Арсенале» и вскоре подпишет контракт, который заканчивался в конце сезона. Однако время шло, а полузащитник всё тянул время.
В итоге 5 марта Фламини подписал четырёхлетний контракт с «Миланом». Его зарплата составила 5,6 млн евро за сезон.

### «Милан»
Однако дела Фламини в «Милане» пошли не лучшим образом. Он не смог быстро привыкнуть к другому чемпионату. К тому же стиль игры «Милана» кардинально отличался от того, к которому привык Фламини, выступая за «Арсенал». В итоге тренер принял решение задействовать игрока на фланге защиты. Самому Фламини это решение не понравилось. Он выразил надежду, что при новом тренере с сезона 2009/10 он вернется в полузащиту.
В сезоне 2011/12 Фламини не провёл ни одного официального матча. Интервью Матье от 28 апреля 2012 года: «Я в полном порядке. Хочу, чтобы все это знали. Уже два месяца я тренируюсь в общей группе и чувствую себя очень хорошо. Травма колена в прошлом. Я уважаю тренера, но мне никто не объясняет почему я не играю. С Аллегри мы не так уж и много общаемся. Я только знаю, что сейчас готов на 100 % и не выхожу на поле только из-за его решения. Будущее? Я хочу играть в большом клубе и выступать в Лиге чемпионов», — говорит Фламини.

### Дальнейшая карьера
29 августа 2013 года, после того, как «Милан» не смог договориться с Фламини о продлении контракта, Матьё вернулся в лондонский клуб на правах свободного агента.
25 февраля 2016 года руководство «Арсенала» сообщило Фламини, что не будет продлевать с ним контракт и игрок покинет летом команду как свободный агент.
В сентябре 2016 года Фламини стал игроком «Кристал Пэлас», из которого ушел после окончания сезона.
2 февраля 2018-го Матье, после того как с лета 2017 года был в статусе свободного агента, присоединился к «Хетафе».

## Карьера в сборной
Первый вызов в главную сборную своей страны Фламини получил к товарищескому матчу 7 февраля 2007 года против Аргентины на «Стад де Франс». Раймон Доменек увидел в нём замену выбывшему из строя из-за травмы Жереми Тулалану. Однако Матьё остался на скамейке запасных. Дебют же состоялся в сентябрьском товарищеском матче против сборной Марокко. В следующем году вошёл в список 30 футболистов, вызванных Раймоном Доменеком для подготовки к матчам Евро 2008. Рассматривался как возможная замена травмированному Патрику Виейра. Шансы Фламини войти в список 23-х изначально были маловероятными, и, в конечном итоге, тренер предпочел взять Виейра, несмотря на его лишь недавнее восстановление. После неучастия в Евро-2008 в том же году провёл ещё 2 матча за Францию, последний из которых состоялся 10 сентября против Сербии, в квалификационных играх чемпионата мира в ЮАР 2010. С того времени больше в сборную не вызывался.

## Достижения

### Командные
«Арсенал»
- Финалист Лиги чемпионов: 2005/06
- Обладатель Кубка Англии (3): 2004/05, 2013/14, 2014/15
- Обладатель Суперкубка Англии: 2014, 2015

«Милан»
- Чемпион Италии: 2010/11
- Обладатель Суперкубка Италии: 2011

### Личные
- Лучший игрок сезона в «Арсенале»: 2007/08[11]

## Бизнес
В ноябре 2015 года сообщил, что уже в течение 7 лет занимается производством биотоплива совместно со своим партнером по бизнесу Паскуале Граната. В интервью SunSport Фламини заявил, что их компания GF Biochemicals — первая в мире, которая производит левулиновую кислоту в промышленных масштабах, а объём рынка может достичь 20-и миллиардов фунтов стерлингов.